# Dunaszentmiklós-Kőpite-hegy turistaút
A Dunaszentmiklós-Kőpite-hegy turistaút Dunaszentmiklóst és a tőle nyugati irányban elhelyezkedő Kőpite-hegyet köti össze Komárom-Esztergom vármegye északi részén, a Gerecse északi nyúlványainál. A turistaút útvonala érinti a Dunaalmási Kőfejtő Természetvédelmi Területet és a Dunaalmás-Szomód turistaút vonalát is. 
A turistaút jelzése egy fehér négyzetben levő zöld színű kereszt jel. A turistaút 4,3 kilométer hosszú. 1900-ban hozták létre.
A turistaút útvonala a következő: Dunaszentmiklós - Öreg-hegy - Látó-hegy - Magaskő-hegy - Kőpite-hegy.
Dunaszentmiklós irányából végighaladva a szintkülönbség 90 méter, míg a visszafelé vezető útvonalon a szintkülönbség 60 méter.
A Kőpite-hegy mintegy 200 méterrel emelkedik a tengerszint fölé. A hegy csúcsáról kiválóan el lehet látni kelet felé a Gerecse hegyvidékének irányában, nyugaton a Kisalföld síkvidéke felé, tiszta időben délnyugati irányban a Bakony és déli irányban a Vértes északi vonulatai felé, északi, északnyugati irányban a Duna felé, Komárom, Almásfüzitő irányában, valamint a folyam túloldalán Szlovákiában Path, Virt, Iza, Marcelháza, Hetény települések irányában.